# André Roelant
André Roelant (Sint-Niklaas, 21 juli 1942 - aldaar 31 oktober 2023) was kunstschilder, tekenaar en graficus.
Roelant werd tekenleraar aan het Klein Seminarie te Sint-Niklaas (1965-1977), het Imelda Instituut in Sint-Jans-Molenbeek en leraar grafiek aan het Rijkshoger Kunstinstituut (RHoK) te Etterbeek Brussel (1973-1975), vanaf 1968 leraar schilderkunst en vanaf 1975 leraar vrije grafiek aan de Academie voor Schone Kunsten te Sint-Niklaas (SASK) waar hij gewaardeerd werd om zijn vakkennis.

## Studies
Hij studeerde teken- en schilderkunst en vrije grafiek aan de Stedelijke Academie voor Schone Kunsten te Sint-Niklaas (SASK), binnenhuisarchitectuur, sierkunsten en monumentale schilderkunst te Antwerpen en aan het Hoger Instituut Sint-Lucas in Gent, leraar G. De Vuyst.  

## Situering
Als leerling van Romain Malfliet en Georges Fonteyn maakte Roelant deel uit van een grensverleggende generatie grafici die onder internationale invloed van de Pop Art, Andy Warhol, Jasper Johns, Jim Dine, voor controverse zorgden binnen de conservatieve kunstwereld. 
Als grafisch kunstenaar behoort Roelant tot een generatie die tussen 1965 en 1970 van zich deed spreken: Luc Claus, Jean Bilquin en Jacques Chemay. 
Roelant werd erg beïnvloed door de nieuwe figuratie van het nouveau réalisme en door de Amerikaanse pop-art. De weergave van de samenleving zonder het idealiseren of sublimeren van de alledaagse realiteit zoals die door de massamedia werd aangebracht: de banale consumptiecultuur, de schokkende actualiteit, het stardom (The Beatles, James Dean). Maar Roelants versie van de pop-art was niet zo onpersoonlijk als de Amerikaanse, ze liet ruimte voor persoonlijke emotie, voor commentaar, voor ironie ook.
Ook het werk van de Britse kunstenaars als Peter Blake en David Hockney zijn voor Roelants kunst van grote betekenis geweest. Hockneys superieure portretkunst was de inspiratie voor een aantal portretten die Roelant in de vroege jaren zeventig graveerde: figuurstudies in een lineaire stijl uitgevoerd en die dezelfde sobere, beheerste lijnvoering kenmerkt.

## Citaat
"Zoals een kunstwerk een aangelegenheid is van de kunstenaar, zo is het ook een aangelegenheid van de toeschouwer. Het bestaat niet zonder hem en ontstaat pas door hem". (André Roelant)

## Activiteiten
Hij was sinds 1969 lid van de Koninklijke Wase Kunstkring (KWKK) waar hij tevens de functie van bestuurslid en vertegenwoordiger van de kunstenaars, uitoefende. Hij was de drijvende kracht rond de studentenvereniging Aktiva, die van groot belang is geweest voor haar leden in hun artistieke ontwikkeling en ontmoetingen met internationale kunstenaars en kunststromingen. Later werd hij voorzitter van de Kunstgroep Signaal te Kruibeke.

## Kunstcentrum De Nieuwe Tijd
Roelant was stichter en voorzitter van de galerie De Nieuwe Tijd, Prins Albertstraat 60 te Sint-Niklaas, die hij samen met oud leerling Eric Philips beheerde. Deze galerij was een experimenteel platform waar jonge kunstenaars (zoals Marc De Blieck, Stefaan van Biesen) samen met gevestigde kunstenaars, (zoals Jean Bilquin), de kans kregen om hun werk te tonen. Een labo voor eigenzinnige projecten.

## Prijzen
- Als student Prijs Proost - De Barsy en Gouden Staatsmedaille voor grafiek.
- De Provinciale Prijs voor Grafiek 1964.
- Aanmoedigingspremie schilderkunst Godecharlesprijs 1965.
- Grenchen Zwitserland 1965.
- Beurs Belgische Stichting Roeping voor schilderkunst en grafiek 1968.
- Driejaarlijkse Staatsprijs voor Graveerkunst 1969.
- Stedelijke Prijs etskunst Sint-Niklaas 1969.
- Selectie Grafiek Biënnale City Art Gallery Bradford UK 1972, 1976 en 1979.
- Laureaat van de provinciale prijs van Oost-Vlaanderen 1974.
- Laureaat stedelijke prijs Ronse 1980.
- Selectie Tweede Jugendtriënnale Nürnberg en Lausanne 1982.
- Internationale wedstrijd Cleveland (U.S.A.) 1975.
- Internationale wedstrijd Wroclaw Polen 1982.

## Individuele tentoonstellingen (selectie)
- Galerie De Zwarte Panter, Antwerpen 1971.
- Museum MSK Gent 1974.
- Galerij Waumans Sint-Niklaas 1974.
- Museum SteM Sint-Niklaas 1975 en 1983.
- Vierkante Zaal van de Academie Sint-Niklaas 1993.
- Galerie De Smederij Sappemeer, Nederland 1996.
- Galerie Jacques Gorus, Antwerpen 1998 en 2000.
- Retrospectieve André Roelant Salons en SteM Sint-Niklaas 2015.

## Internationale groepstentoonstellingen (selectie)
- Nürnberg 1982.
- Lausanne 1982 en 1983.
- Haulchin Frankrijk 1980 en 1982.
- Calais 1986.
- Osaka 1988.

## Werk in Collecties
Werk verzameling Albert I Bibliotheek Brussel, de Belgische Staat, de provincie Oost-Vlaanderen, steden Sint-Niklaas en Ronse, de Nationale Bank. Vermeld in BAS II en Twee eeuwen signaturen van Belgische kunstenaars. (Piron)